# 塞厄施泰特
塞厄施泰特（德語：Sehestedt）是德国石勒苏益格－荷尔斯泰因州的一个市镇。总面积15.25平方公里，总人口842人，其中男性411人，女性431人（2011年12月31日），人口密度55人/平方公里。